# HMS Khedive (D62)
Авіаносець «Кедив» (англ. HMS Khedive (D62)) — ескортний авіаносець США часів Другої світової війни типу «Боуг» (2 група, тип «Ameer»/«Ruler»), переданий ВМС Великої Британії за програмою ленд-лізу.

## Історія створення
Авіаносець «Кедив» був закладений 22 вересня 1942 року на верфі «Seattle-Tacoma Shipbuilding Corporation» під назвою «USS Cordova (CVE-39)». Спущений на воду 30 січня 1943 року. Переданий ВМС Великої Британії, вступив у стрій під назвою «Кедив» 25 серпня 1943 року.

## Історія служби
Після вступу у стрій у листопаді 1943 року «Кедив», укомплектований канадським екіпажем перейшов у Англію, де тривалий час використовувався як навчальний авіаносець.
Після підготовки авіагрупи протягом квітня-липня 1944 року «Кедив» вирушив у Середземне море, де у серпні брав участь у підтримці висадки в південній Франції (операція «Драгун»).
У вересні-листопаді підтримував десанти та завдавав ударів по наземних цілях в Егейському морі.
Протягом грудня 1944 року — лютого 1945 року авіаносець пройшов ремонт, після чого перейшов в Коломбо та був включений до складу британського Східного флоту. З квітня 1945 року до закінчення війни «Кедив» брав участь у бойових діях біля берегів Бірми, Суматри, Нікобарських та Андаманських островів.
У липні-серпні 1945 року пройшов ремонт, після капітуляції Японії підтримував висадку десантів в Малайї.
21 січня 1946 року авіаносець «Кедив» був повернутий США, де 26 липня того ж року був виключений зі списків флоту і 23 січня 1947 року проданий для переобладнання на торгове судно «Rempang» (пізніше перейменоване не «Daphne»).
У 1975 році корабель був розібраний на метал в Іспанії.